# The Moment of Silence
The Moment of Silence è un videogioco sviluppato nel 2004 dalla casa tedesca House of Tales.

## Trama
Il gioco è ambientato nell'anno 2044 a New York, in un futuro con molte influenze Orwelliane. Le varie nazioni del mondo si sono oramai riunite sotto un unico governo, l'Unione; folli predicatori annunciano la fine del mondo, terroristi fanno esplodere bombe e vecchi uomini raccontano teorie su cospirazioni. Ogni individuo è in possesso di un  "Messenger", un apparecchio che unisce le funzioni di un telefono cellulare,un'agenda elettronica e una carta di credito, e senza la quale, letteralmente, la persona "non esiste". Il governo è dunque in grado di controllare chiunque attraverso questo indispensabile dispositivo, semplicemente sorvegliando l'uso che ne viene fatto. Il Governo Centrale utilizza infatti la tecnologia per tenere la popolazione sotto controllo: giganteschi schermi elettronici posti a ogni angolo di strada "consigliano" ai cittadini su come votare, quali prodotti acquistare e da quali minacce guardarsi; sono state dichiarate illegali tutte quelle forme di comunicazione realizzate con vecchia tecnologia che il governo difficilmente può controllare.
Il giocatore veste i panni di Peter Wright, un progettista di campagne pubblicitarie che lavora per la società di comunicazioni Greenberg & Winter. Peter ha perso la propria famiglia il giorno in cui sua moglie Laura e suo figlio Patrick sono deceduti in un incidente aereo su cui non è mai stata fatta piena luce. Rimasto solo, Peter trascorre le sue giornate lavorando, bevendo alcol e chattando online. I suoi unici amici sono ormai gli sconosciuti con cui scambia opinioni e confidenze attraverso la Rete. La relativa tranquillità della sua nuova vita viene distrutta quando, nella notte del 29 settembre, una squadra dei Corpi Speciali irrompe nell'appartamento dei suoi vicini; Peter, incuriosito dal rumore, assiste alla scena guardando dallo spioncino della sua porta e vede gli uomini SWAT prendere con la forza un uomo di nome Graham Oswald. Gli agenti del governo trascinano via Oswald senza dare spiegazioni, lasciando la moglie Deborah e il figlioletto Tommy in preda alla disperazione. Forse toccato dalla vicenda a causa della sua personale sofferenza, Peter si offre di aiutare la moglie dell'uomo, non sapendo che questo gesto gentile lo porterà a scoprire l'esistenza di una cospirazione di portata globale... Quella che, nelle intenzioni, voleva essere una semplice opera di conforto, si trasforma ben presto in una faccenda pericolosa. La polizia nega sia di avere effettuato arresti nel quartiere di Peter, sia di sapere cosa sia accaduto a Oswald; l'uomo, un giornalista, stava lavorando da tempo a una "grossa storia", qualcosa che lo aveva "intrigato" al punto da fargli perdere il sonno e guastare le relazioni con la famiglia. Alcune tracce puntano verso misteriosi gruppi anarchici, che non solo si battono contro il controllo governativo della rete globale, ma sono genuinamente convinti che la Terra sia governata da intelligenze aliene. Perfino i discorsi degli amici virtuali con cui il nostro protagonista "chatta" in Rete cominciano ad assumere un alone inquietante. Come se non bastasse, degli UFO iniziano a fluttuare la notte davanti alle finestre dell'appartamento di Peter...

## Citazioni
The Moment of Silence è ricco di citazioni, soprattutto cinematografiche, ma anche letterarie, e di eventi del mondo reale. Tra le ispirazioni filmiche e televisive si trovano: 2001: Odissea nello spazio (1968), Independence Day (1996), Crimini Invisibili (1997), Contact (1997), Ipotesi di complotto (1997), Nemico pubblico (1998), Matrix (1999) e gli X-Files (1993-2001). Tra i libri, vi sono riferimenti al classico 1984 di George Orwell (1948), ma anche a Il segreto più nascosto (The Biggest Secret: The Book That Will Change the World) di David Icke; a un certo punto, si incontra perfino una famosa battuta da L'esorcista (contenuta sia nel libro, sia nella riedizione della pellicola).

## Pubblicazione
Il gioco venne pubblicato da diverse aziende nei vari paesi del mondo. In Germania il gioco poté contare su un vasto cast di doppiatori, incluse le voci tedesche degli attori Bruce Willis e Julia Roberts. Nel Regno Unito, Digital Jesters pubblicò il gioco fino alla loro scomparsa all'inizio del 2006. Nell'America del Nord, The Adventure Company vinse i diritti della pubblicazione del gioco, cosa che fece a partire dal 2005.

## Accoglienza
| Testata                         | Giudizio |
| ------------------------------- | -------- |
| Metacritic (media al 16-2-2020) | 70%      |
| PC Games                        | 81/100   |
| GameStar                        | 80/100   |
| 4Players                        | 79/100   |
| PC Action                       | 80%      |
| Giochi per il mio computer      | 8,5/10   |

Chris Kellner dell'editore tedesco DTP Entertainment ha affermato che The Moment of Silence fu un successo commerciale in Germania. Insieme ad altri videogiochi come The Black Mirror e Sherlock Holmes: L'orecchino d'argento, ha contribuito alla forte crescita di DTP nel 2004.